# Solon Borglum
Pour les articles homonymes, voir Borglum.
Solon Hannibal de la Mothe Borglum, né le 22 décembre 1868 à Ogden et mort le 31 janvier 1922 à Stamford, est un sculpteur américain.
Il est le frère du sculpteur Gutzon Borglum (1867–1941).
Il est essentiellement connu pour ses représentations de la vie de La Frontière, entre cow-boys et Nord-Amérindiens.

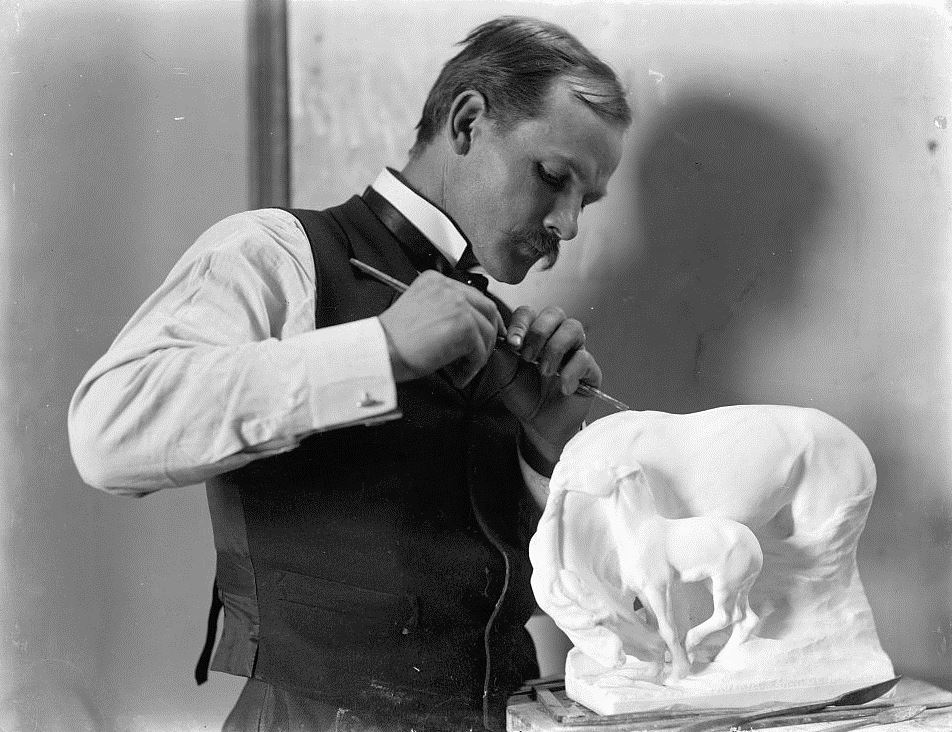
Solon Borglum, 1902.